# Loggia des Lanzi
Pour les articles homonymes, voir Lanzi.
La Loggia des Lanzi (en italien, Loggia dei Lanzi) ou Loggia de la Seigneurie (en italien Loggia della Signoria), est un édifice de type loggia situé sur la Piazza della Signoria à Florence, en Italie. Elle est parfois également appelée la Loggia d'Orcagna, du nom de celui à qui son dessin fut d'abord attribuée par erreur.

## Présentation
Cette galerie à voûte en arcades fut construite entre 1376 et 1382 par Benci di Cione Dami et Simone di Francesco Talenti, élèves d'Andrea Orcagna.
Elle fut longtemps le symbole de la démocratie florentine car elle était destinée, dès l'origine, aux cérémonies et réceptions de la république de Florence comme l'intronisation des gonfalonniers et des prieurs et son nom initial Loggia dei Priori fut ensuite remplacé par la présence, au XVe siècle, des lansquenets (Lanzichenecchi, d'où dérive le nom de « Lanzi » donné à la loggia) de Cosme Ier de Toscane qui y étaient stationnés.

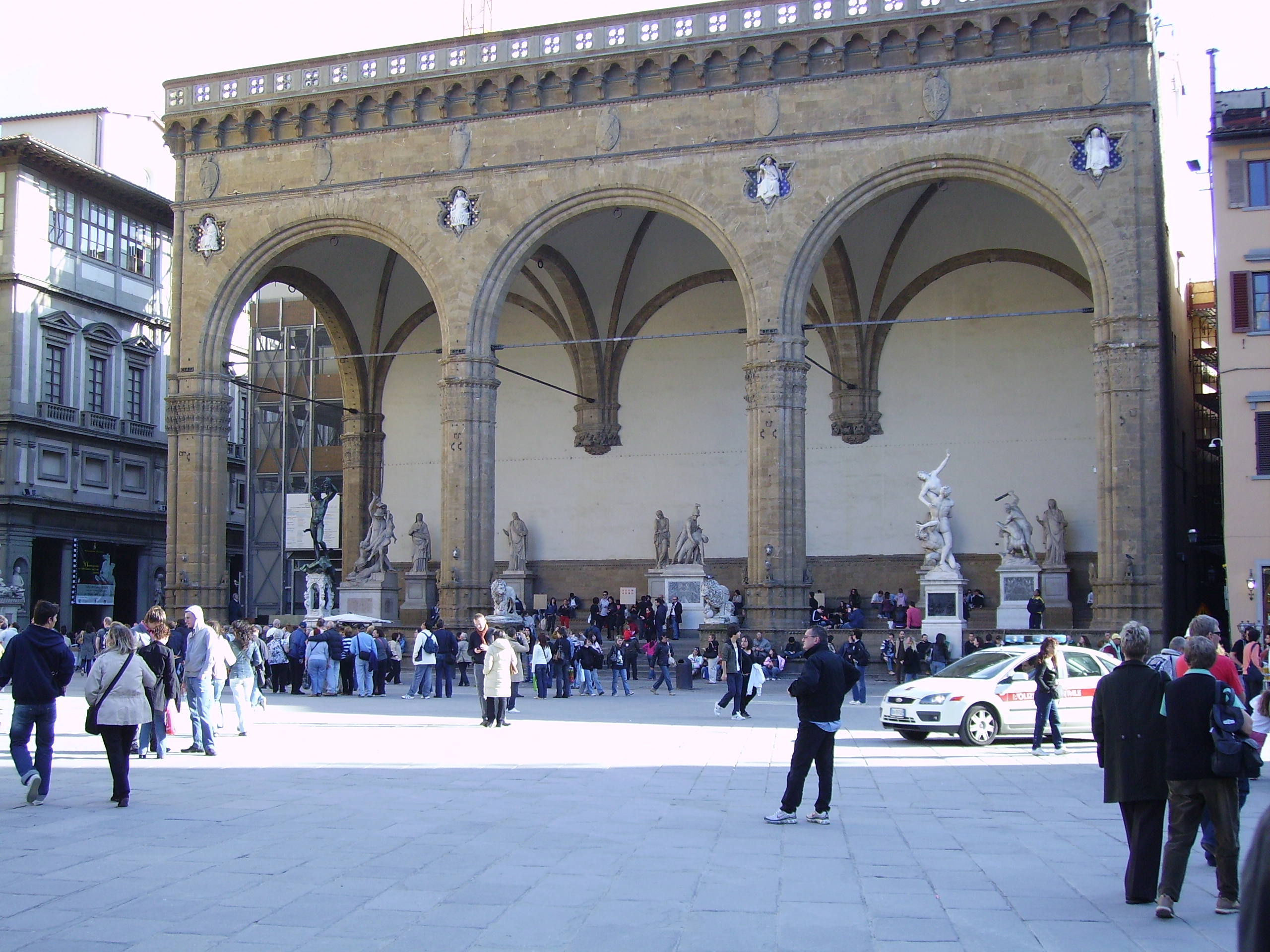
Vue de face
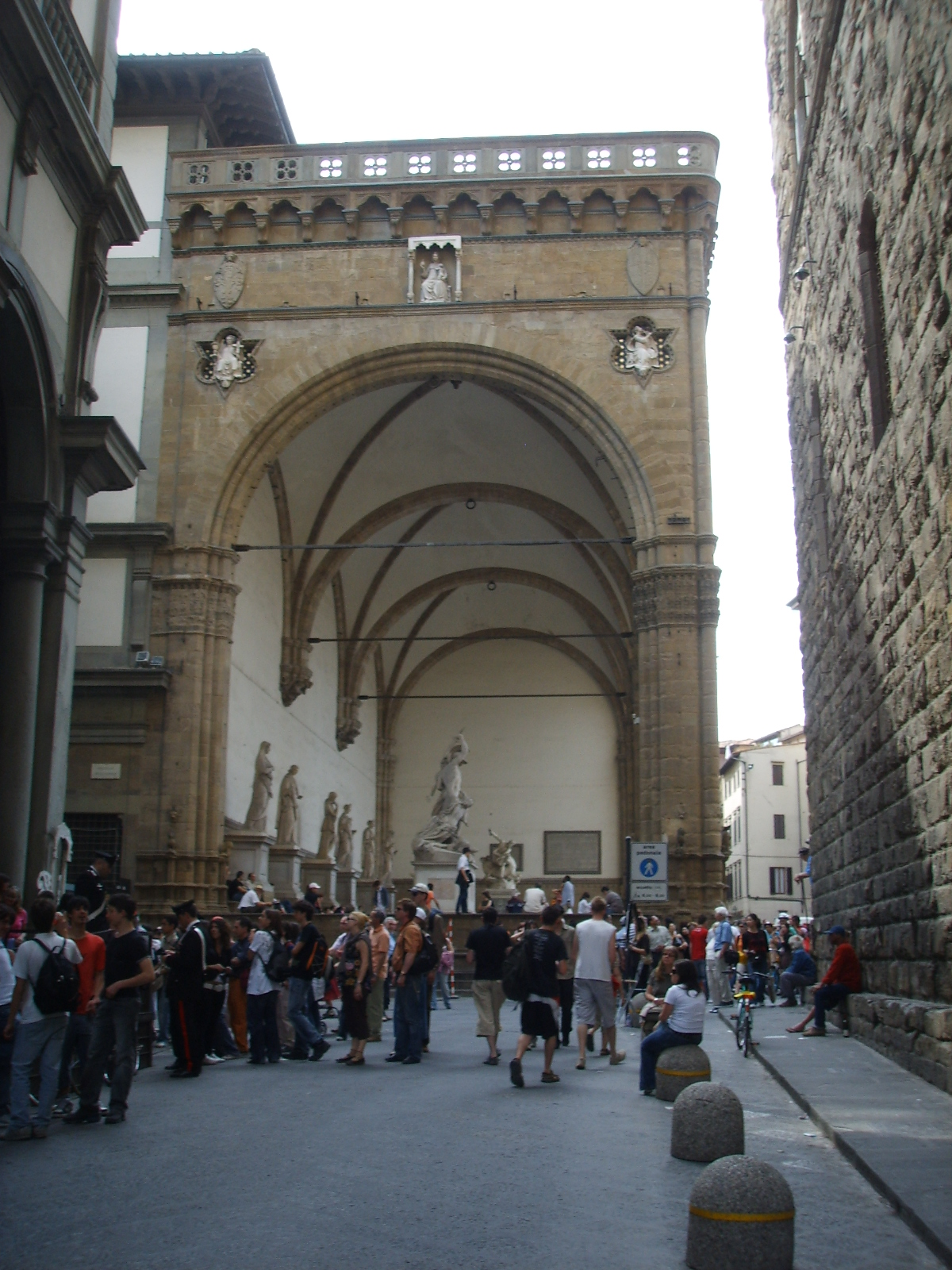
Vue transversale
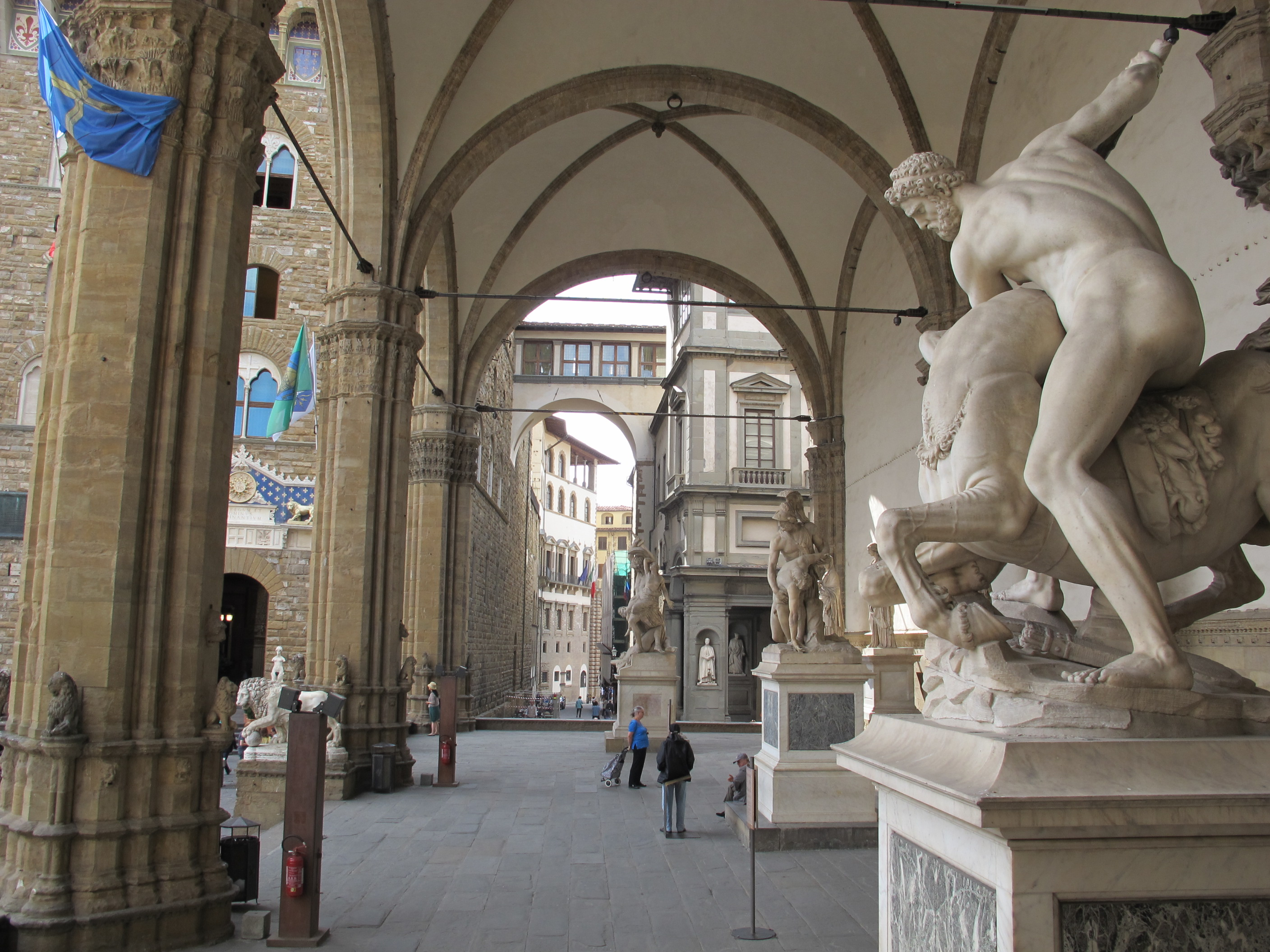
Vue interne
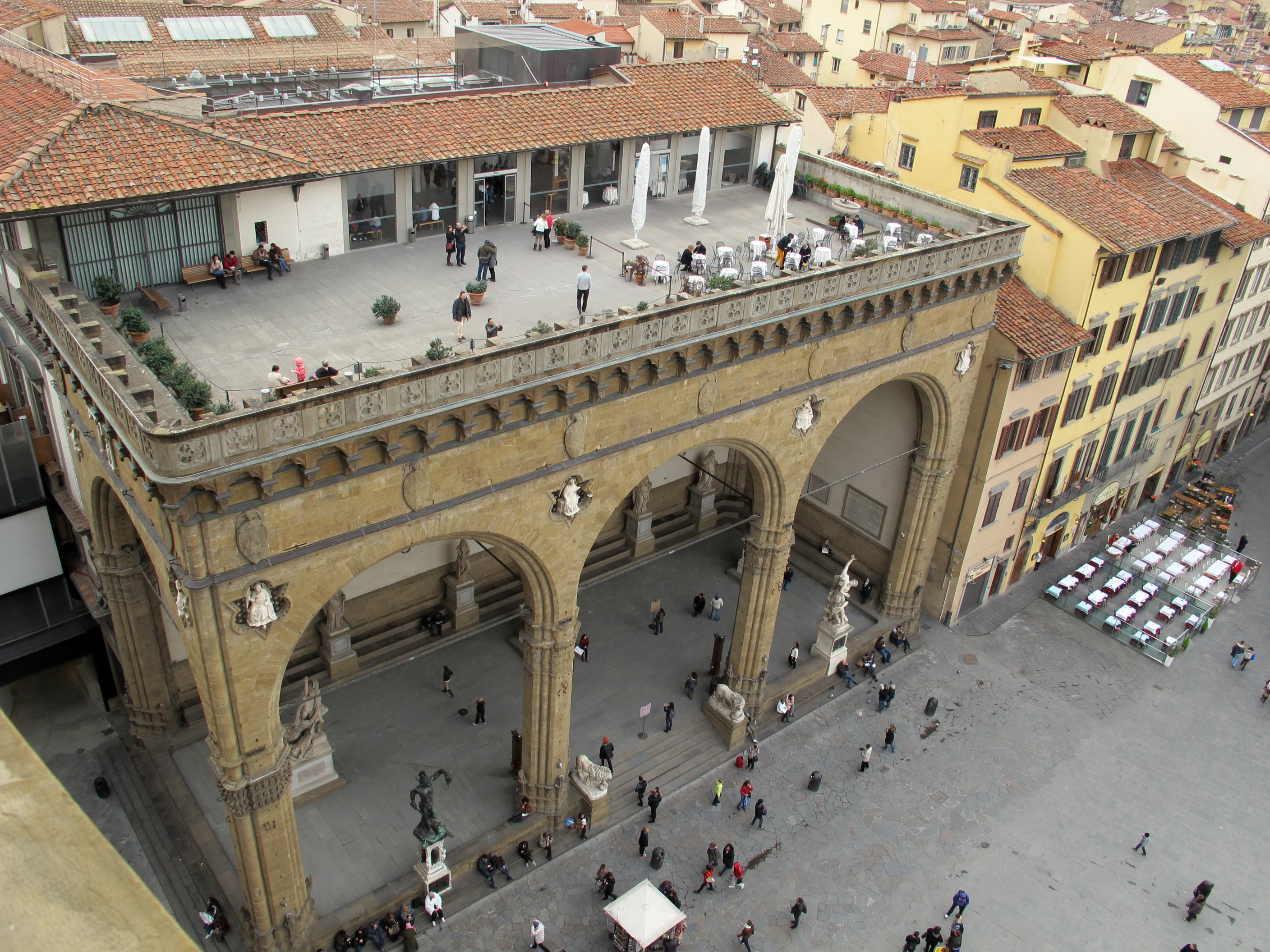
Vue en hauteur

Aujourd’hui, de nombreuses œuvres d’art (statues) du musée des Offices situé à proximité y sont exposées comme, entre autres, le Persée tenant la tête de Méduse de Cellini, L'Enlèvement des Sabines et Hercule et le Centaure Nessus de Jean Bologne, L'enlèvement de Polyxène (ou Viol de Polyxène) de Pio Fedi, seule statue moderne datant de 1866.

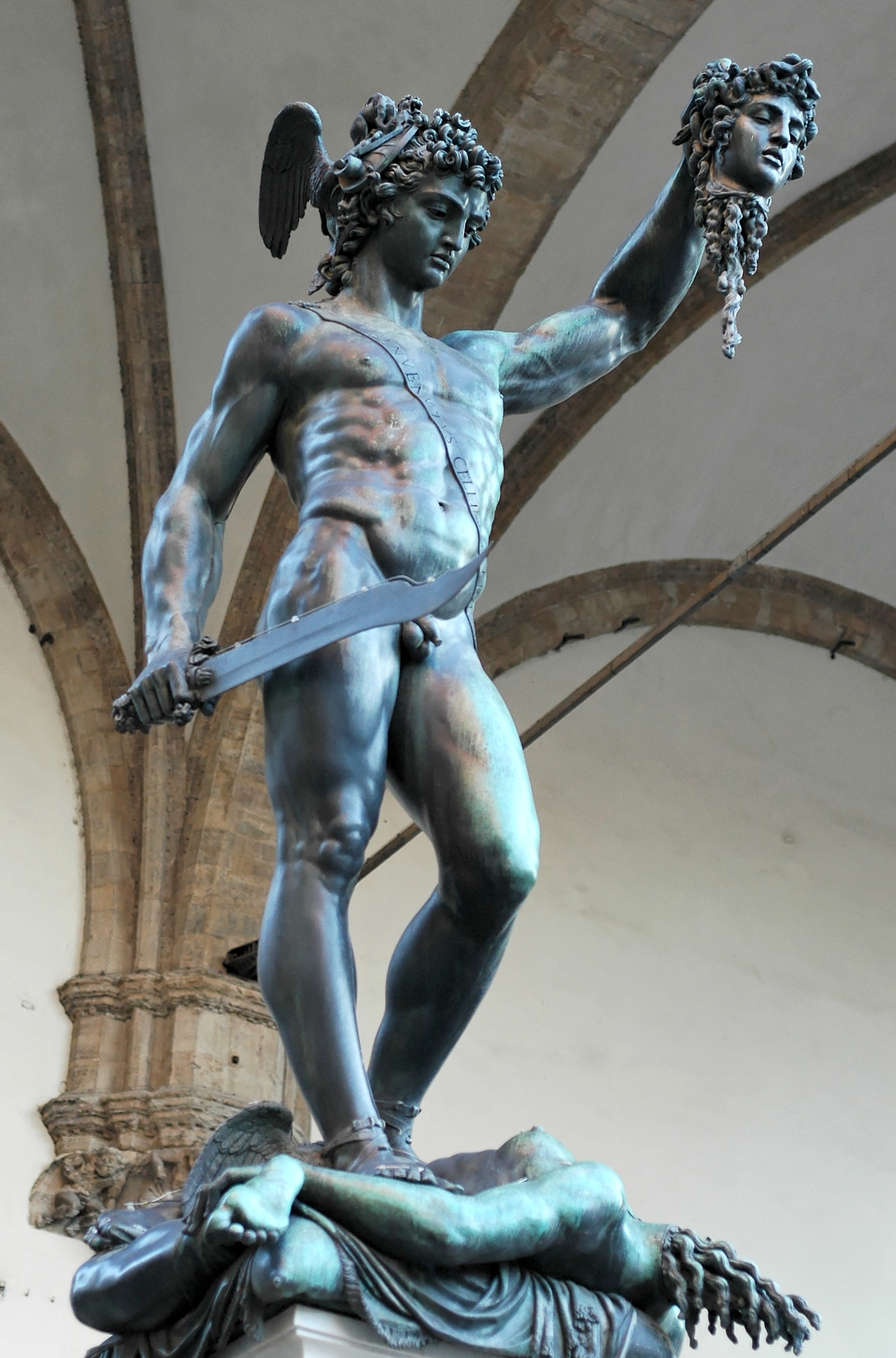
Persée tenant la tête de Méduse de Cellini
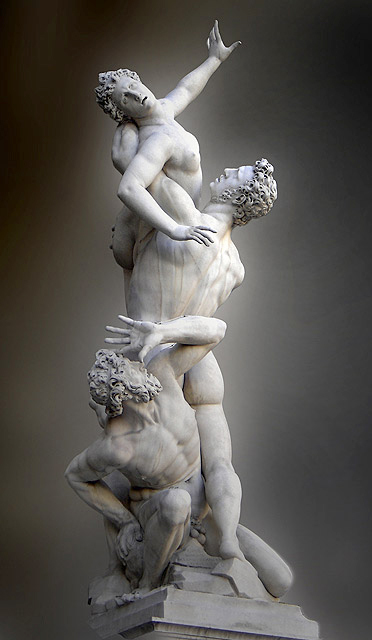
L'Enlèvement des Sabines
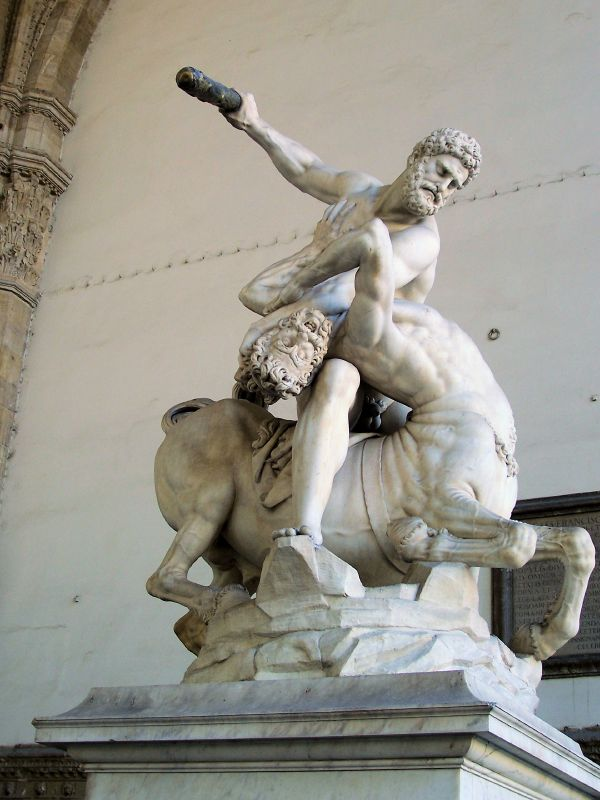
Hercule en lutte contre le centaure Nessus
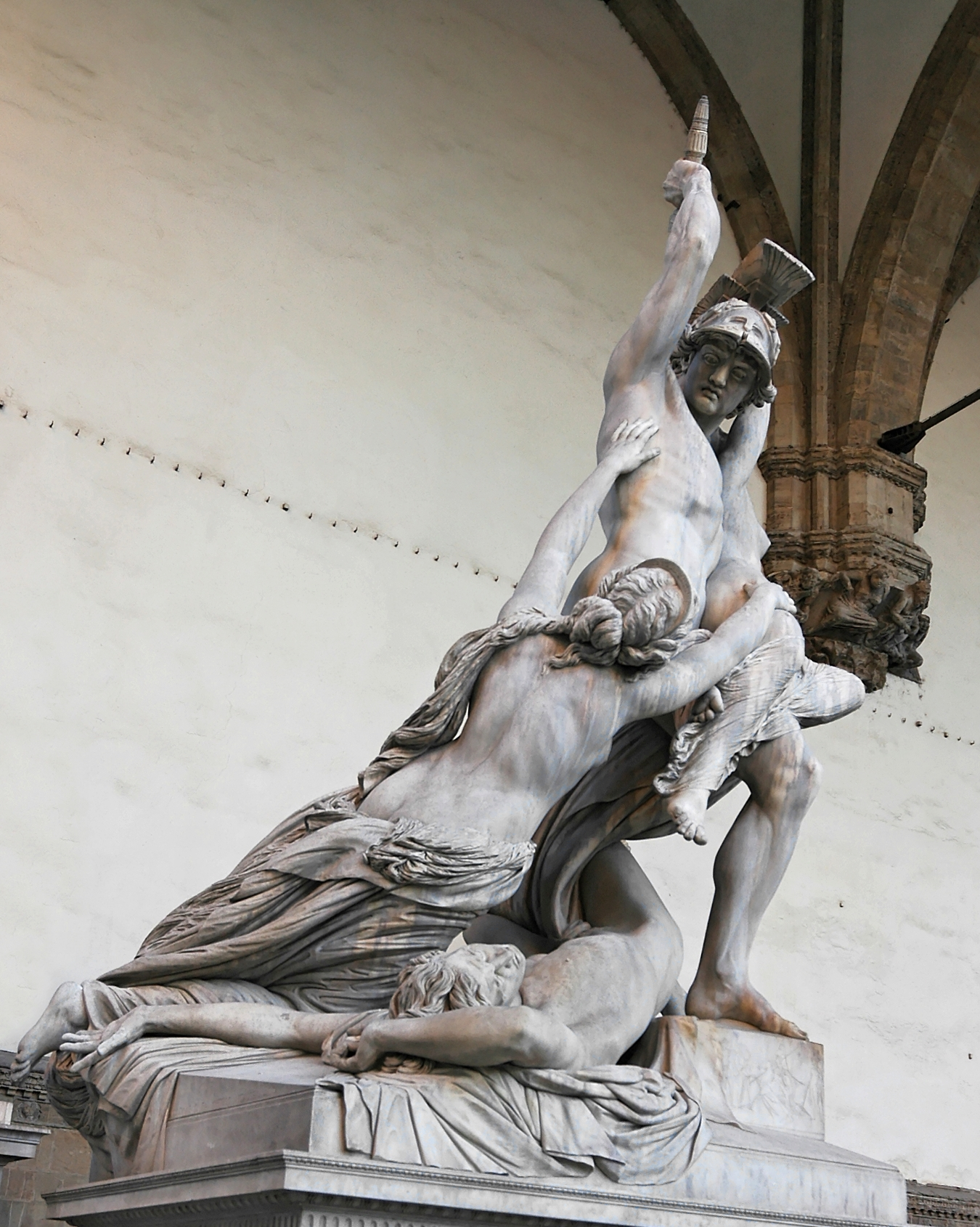
L'Enlèvement de Polyxène

Si certaines sont des copies (comme le socle du Persée), les originaux étant protégés dans leurs musées respectifs (Le Bargello pour ce socle), la loggia reste par sa conformation, un musée ouvert et accessible jour et nuit.
Deux lions de marbre sont situés en haut des gradins, un d’époque romaine et l’autre réalisé dans les années 1600 par Flaminio Vacca en symbole de la ville de Florence.

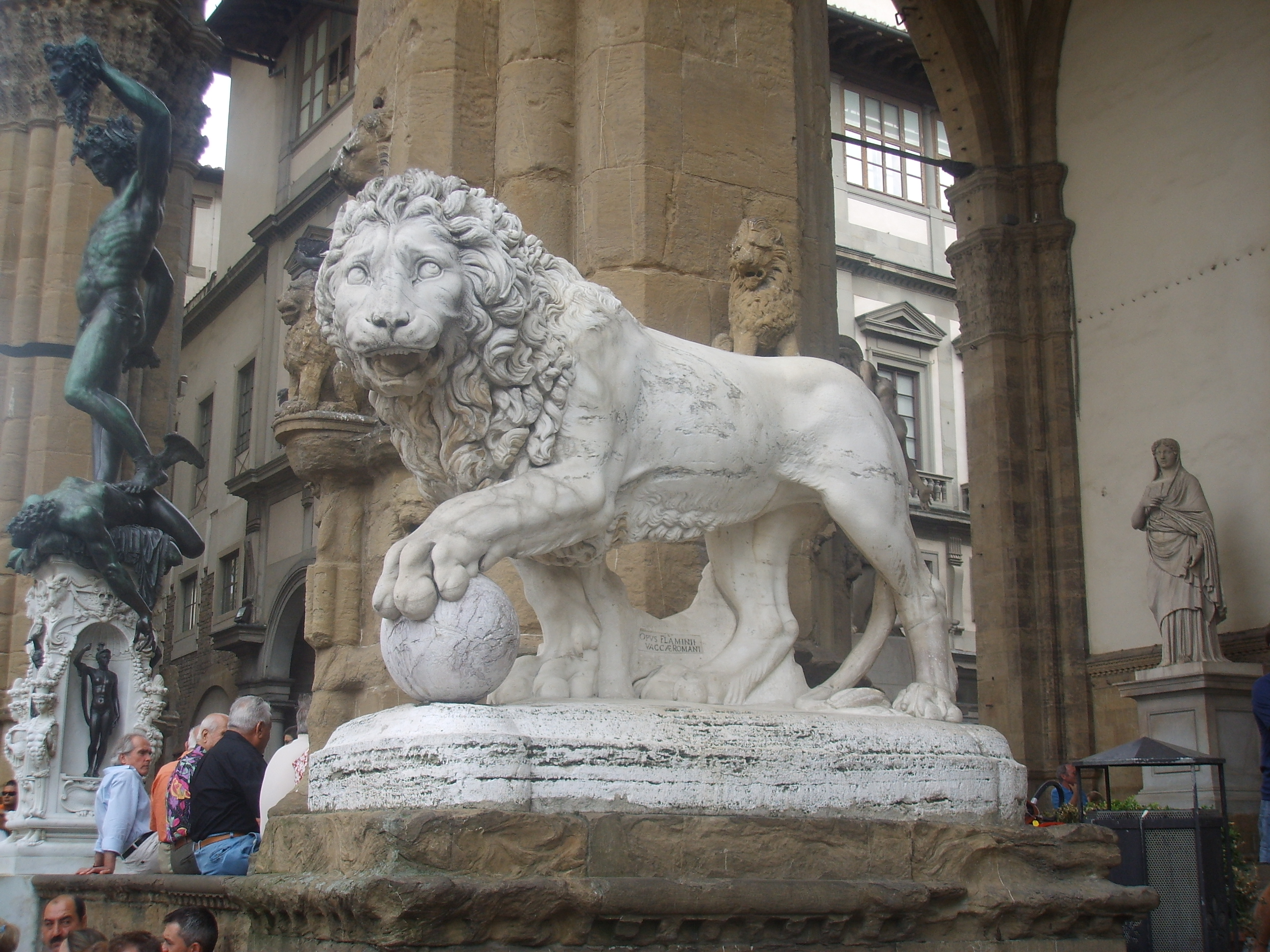
Lion, emblème de la ville par Flaminio Vacca.
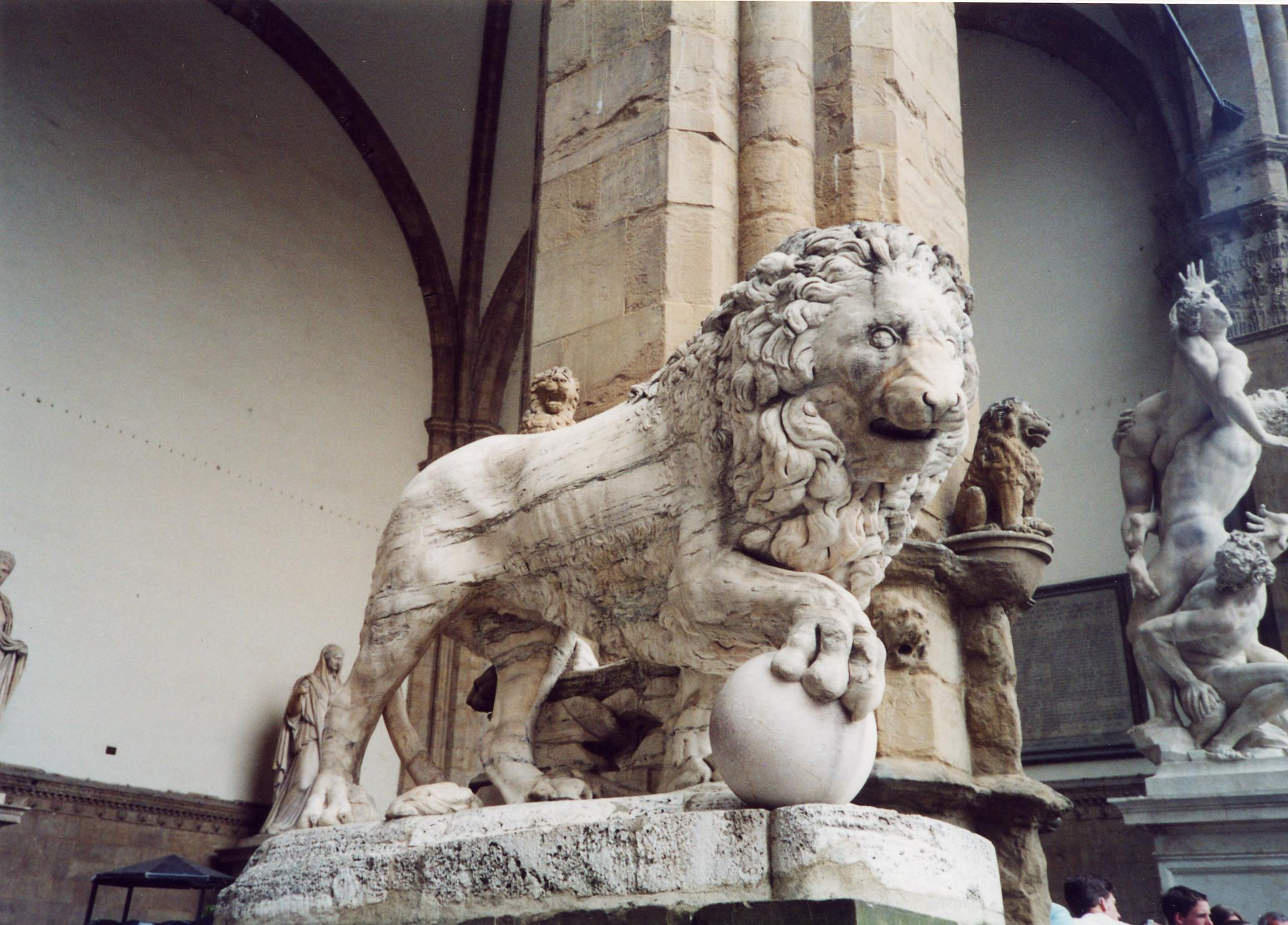
Lion antique de l'époque romaine.

Sur le mur droit, une inscription en latin rappelle l’adoption du calendrier commun, qui débute le 1er janvier, à Florence depuis 1750, alors que précédemment, elle débutait (ce qui est aujourd’hui) le 25 mars. Une autre inscription de 1863 rappelle des étapes de l’unification de d’Italie.
En 1850, sur le mur postérieur de la loggia, le marquis Cosimo Ridolfi, alors Ministre de l’Éducation,  fait poser un thermomètre et un baromètre sur deux disques en marbre avec les inscriptions nécessaires pour communiquer au peuple de Florence, les mesures scientifiques constatées. Leur réalisation  est confiée au père Filippo Cecchi, physicien et météorologue et au directeur de la Specola Astronomique Fiorentina, le père Giovanni Antonelli (it). N'étant plus dans le ton artistique de la loggia, ils se trouvent aujourd’hui sur un panneau du musée de l’Histoire de la science avec une plaque qui en rappelle les origines et l’histoire.
On remarquera également les statues de marbre représentant les quatre vertus cardinales placées dans les triangles trifoliés du chapiteau de la façade.

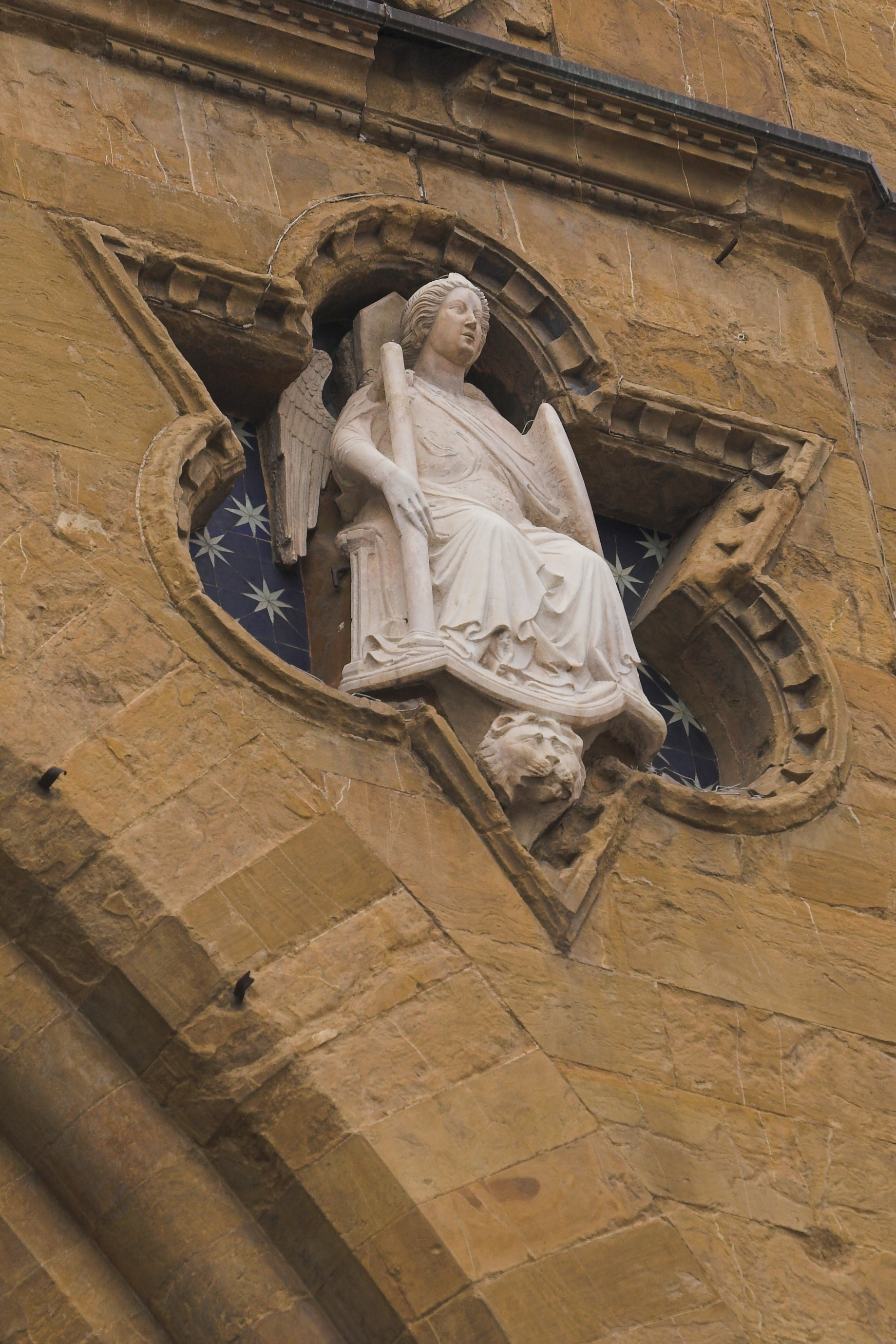
La Force.
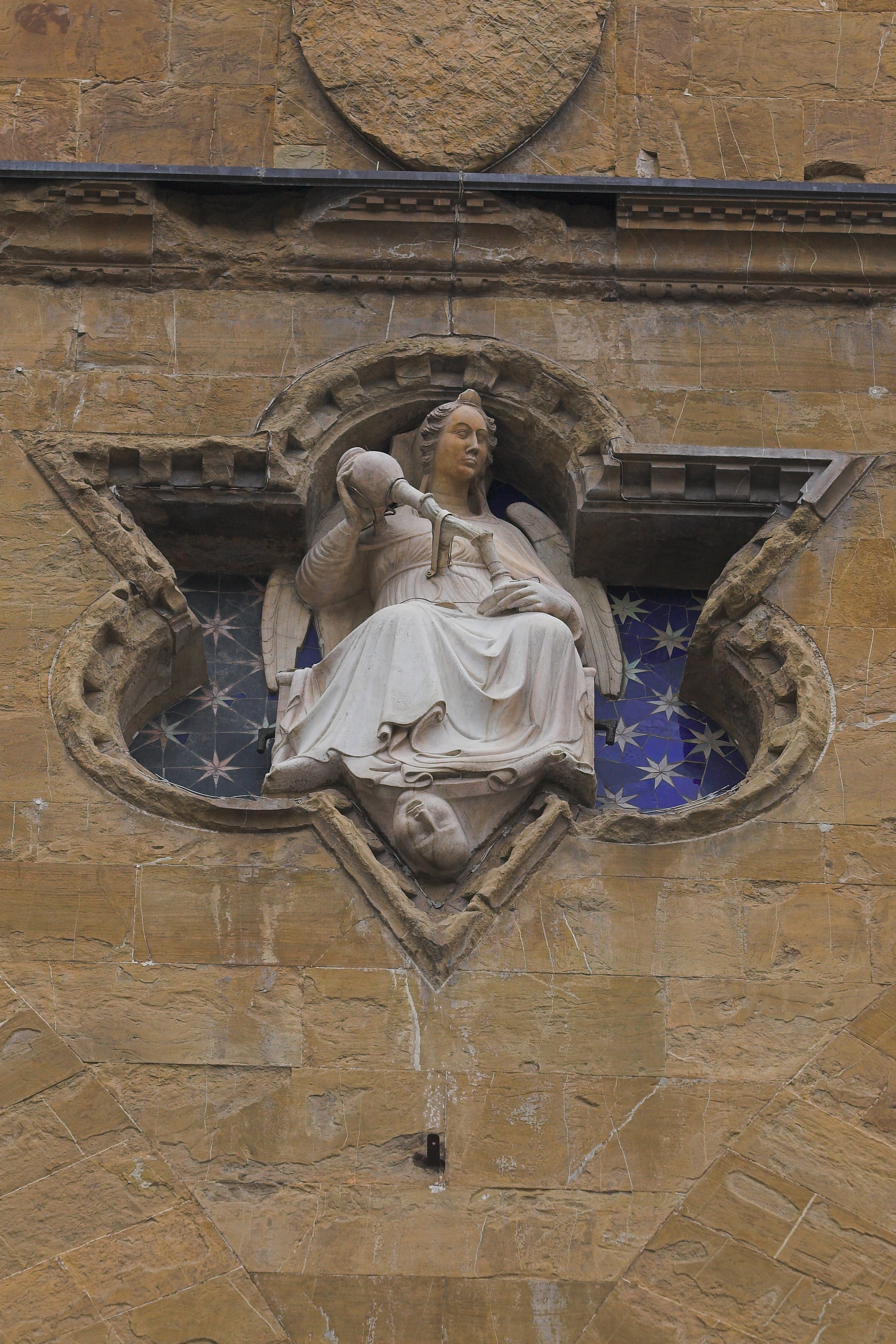
La Tempérance.
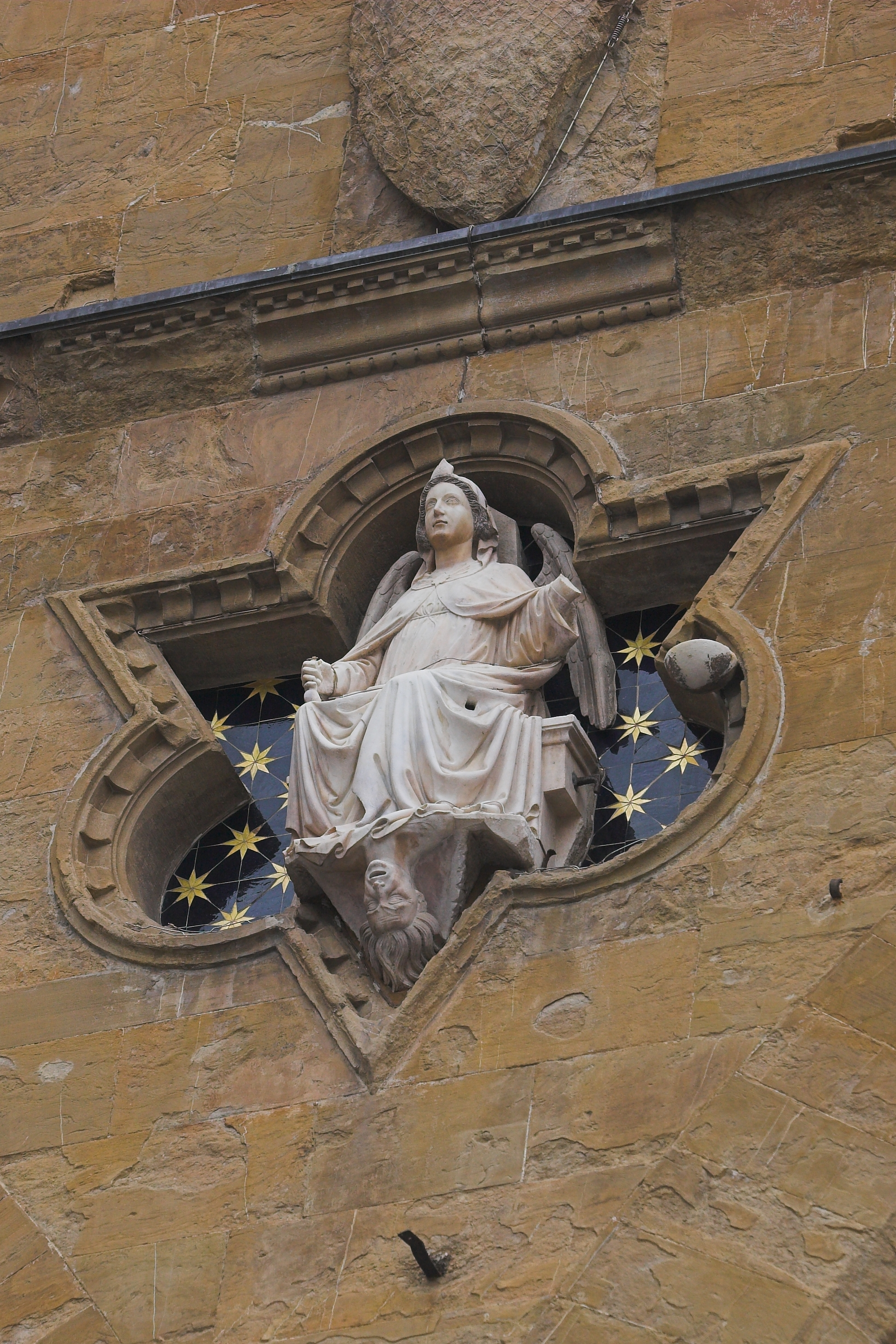
La Justice.
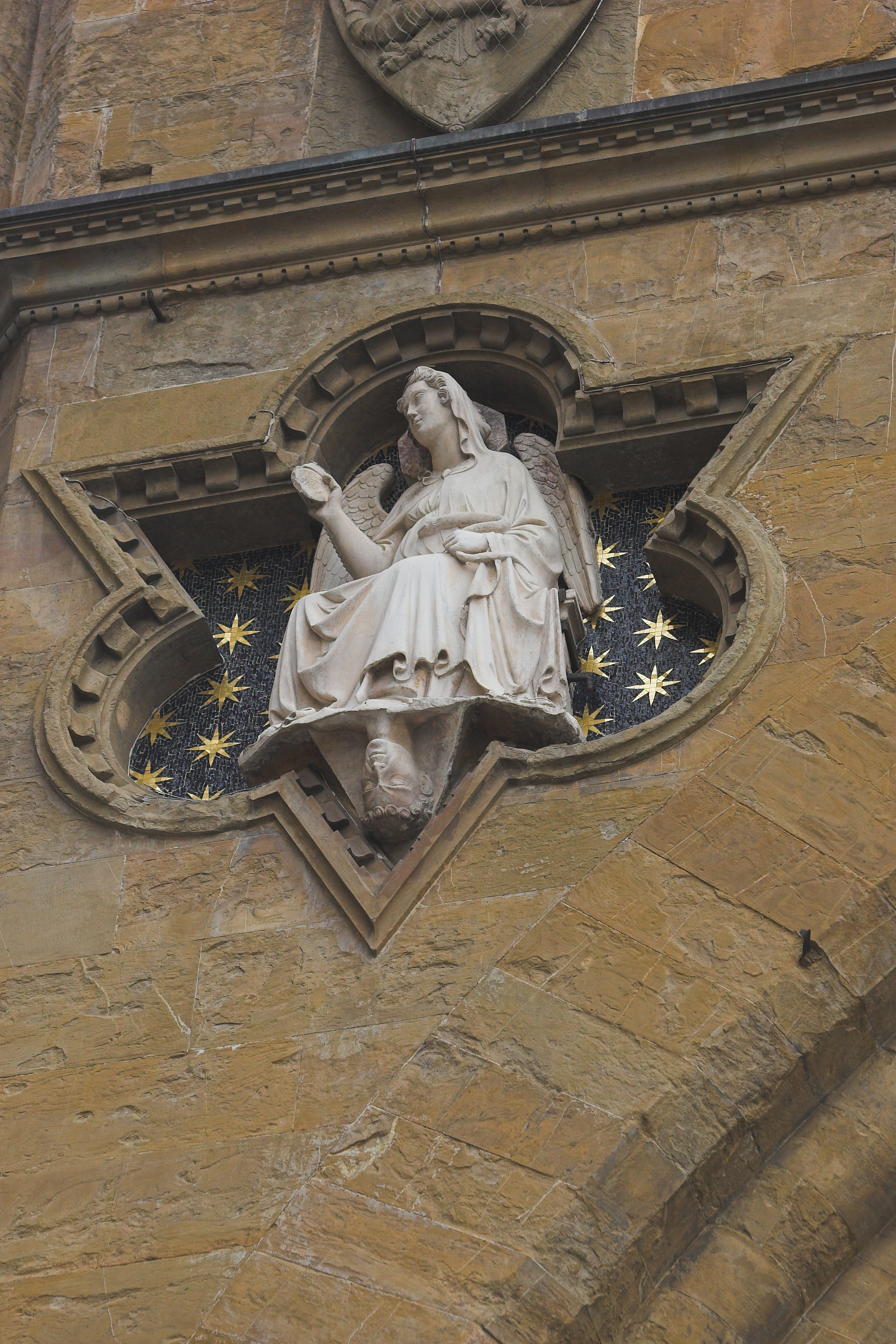
La Prudence.

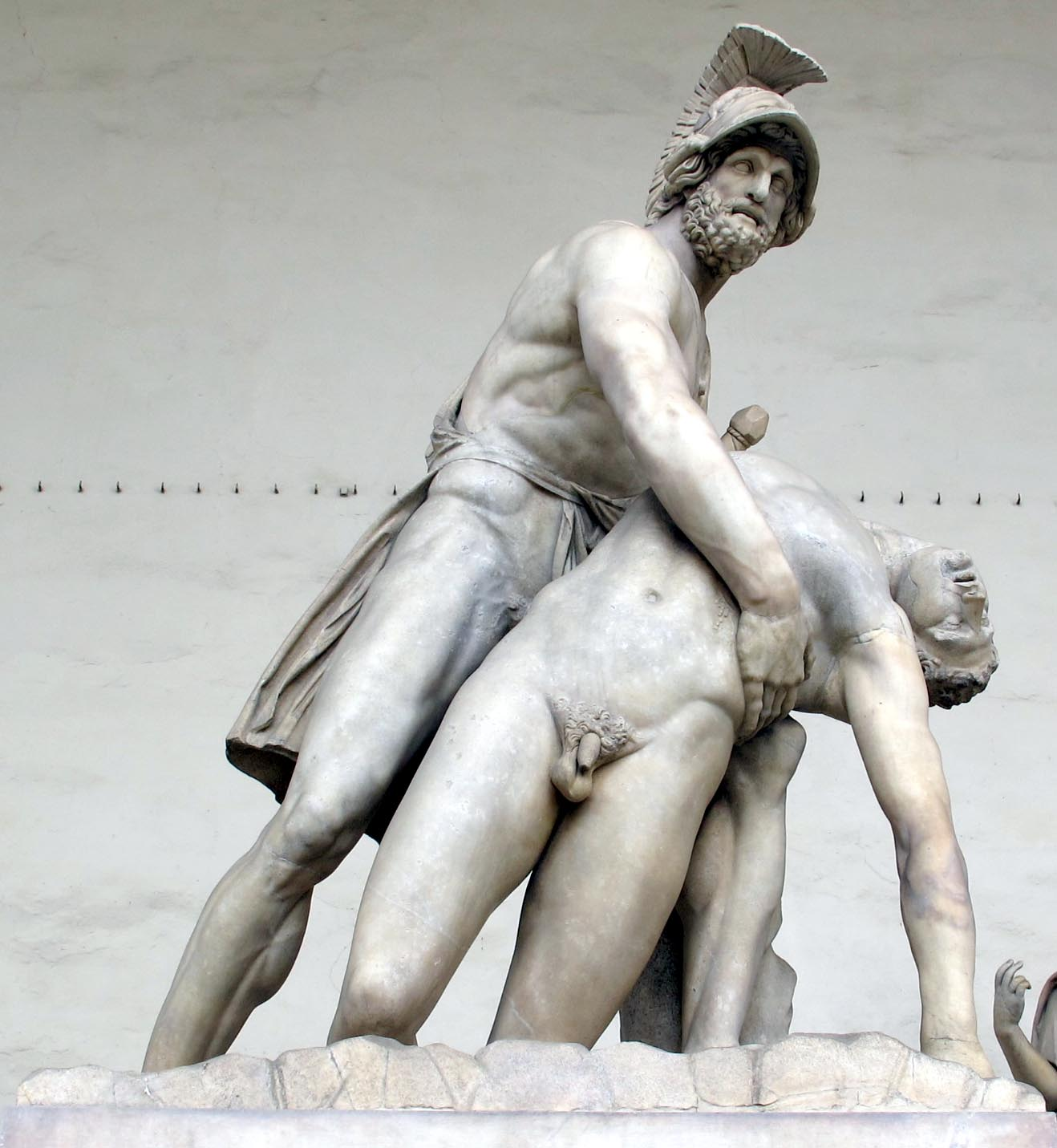
Ménélas portant le corps de Patrocle.

Le groupe représentant Ménélas portant le corps de Patrocle (Patroclo e Menelao (it)), une œuvre en marbre, est une copie romaine d'époque flavienne d'après un original hellénistique du IIIe siècle av. J.-C., avec des restaurations modernes.